# Lages
Lages je město a obec (Município) ve jižní Brazílii ve státě Santa Catarina v regionu, který Portugalci nazývají "Planalto Serrano".
Je nejdůležitějším městem tohoto regionu a hraničí s městy Otacílio Costa, Urupema, São José do Cerrito, Campo Belo do Sul a Correia Pinto.
Lages každoročně pořádá festival Festa do Pinhão, známý po celé zemi. Navštěvuje ho okolo 350 tisíc turistů z celé Brazílie i ze zahraničí, nejvíce z Argentiny.
Město a obec jsou známé chovem a zpracováním dobytka a dřevozpracujícím průmyslem.

## Galerie

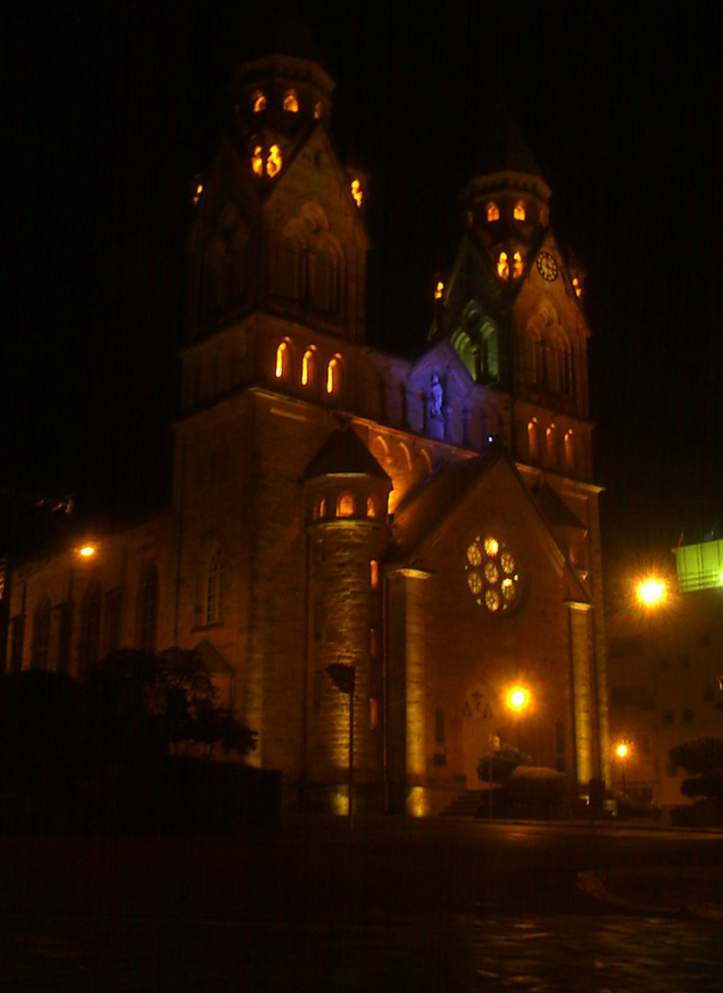
katedrála Diocesana
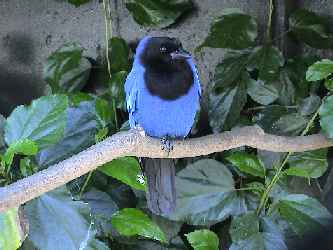
Gralha azul je městský pták